# Abu-Muhàmmad Abd-Al·lah ibn Alí ar-Ruixatí
Abu-Muhàmmad Abd-Al·lah ibn Alí ibn Abd-Al·lah ibn Alí ibn Khàlaf ibn Àhmad ibn Úmar al-Lakhmí al-Marí al-Andalussí ar-Ruixatí o, més senzillament, Ar-Ruixatí (en àrab ar-Ruxāṭī) fou un historiador andalusí nascut a Oriola el 1074. La família va anar de jove a Almeria, on va estudiar. Va ensenyar també a la ciutat i fou testimoni de la conquesta almoràvit el 1091. El 1147 va morir a mans dels cristians quan van conquerir Almeria. La seva obra principal és el Iqtibàs.